# Велика пљачка воза
Велика пљачка воза била је пљачка 2,61 милиона фунти из воза компаније Ројал Мејл који се кретао из Глазгова ка Лондону на магистралној линији Вест Коуст, у ранијим часовима 8. августа 1963. године, на железничком мосту Бридего, Ледбурн, у близини Ментмора у Бакингхемширу, Енглеска.
Други вагон иза локомотиве био је познат као вагон за пакете високе вредности, који је превозио велике количине новца и препоручене поште. Обично је вредност пошиљке била око 300.000 фунти, али пошто је претходни викенд био Банковни празник у Великој Британији, укупан износ на дан пљачке требало је да буде између 2,5 и 3 милиона фунти. Од августа 1963. године три вагона за вредне пакете су била опремљена алармима, решеткама на прозорима и засунима и квачицама на вратима, али су у време пљачке ови вагони били ван употребе, па је резервни вагон без тих карактеристика морао да се искористи. Разматрано је и постављање радија, али је оцењено да су прескупи. Овај вагон је чуван као доказ седам година након догађаја, а затим спаљен на депонији у Норфолку у присуству полиције и службеника поште како би се одвратили ловци на сувенире.
Након промене сигнала поред пруге како би се воз зауставио, група од 15 људи, предвођена Брусом Рејнолдсом, напала је воз. Остали чланови банде били су Гордон Гуди, Бастер Едвардс, Чарли Вилсон, Рој Џејмс, Џон Дејли, Џими Вајт, Рони Бигс, Томи Визби, Џим Хаси, Боб Велч и Роџер Кордри, као и тројица људи познатих само као бројеви "1", "2" и "3"; двојица су касније идентификована као Хари Смит и Дени Пембрук. Био је присутан и 16. мушкарац, неименовани пензионисани машиновођа.
Пажљивим планирањем заснованим на инсајдерским информацијама од појединца познатог као "Улстерман", чији прави идентитет никада није утврђен, пљачкаши су побегли са више од 2,61 милиона фунти. Највећи део украденог новца никада није враћен. Група није користила никакво ватрено оружје, иако је Џек Милс, машиновођа, претучен металном шипком по глави и задобио тешке повреде главе. Након делимичног опоравка, Милс се вратио на лакше послове. Милс никада није превазишао трауму пљачке. Након пљачке, банда се сакрила на фарми Ледерслејд. Полиција је пронашла ово скровиште, а инкриминишући доказ, Монопол табла са отисцима прстију, довео је до коначног хапшења и осуде већине групе. Коловође су осуђене на 30 година затвора.